# صفی‌الدین ارموی
صفی‌الدّین عبدالمؤمن بن ابی‌المفاخر یوسف بن فاخر اُرمَوی (۶۱۳ ه‍.ق – ۱۸ صفر ۶۹۳ ه‍.ق) موسیقی‌دان، خوش‌نویس، ادیب و عروضدان و پیشتاز مکتب منتظمیه بود.
ارموی در کودکی به بغداد مهاجرت کرد و بیشتر عمرش را در آنجا گذراند. قسمتی از این دوره در زمان خلافت عباسی بود و قسمت دیگرش پس از فتح بغداد توسط هلاکو و تحت سلطهٔ مغولان رخ داد. صفی‌الدین که در موسیقی و خوشنویسی بسیار توانا بود در هر دو دوره صاحب جایگاه درباری بود. رابطهٔ وی با خاندان جوینی در موفقیتش در زمان حکومت مغولان بر بغداد مؤثر بود اما نهایتاً با تزلزل جایگاه خاندان جوینی او نیز حمایت خود را از دست داد و در حالی که به خاطر بدهکاری به زندان افتاده بود درگذشت.
از صفی‌الدین دو رسالهٔ بسیار مهم بر جای مانده‌است: رسالهٔ الأدوار که بسیاری آن را آغازگر مکتب منتظمیه و یکی از شاخص‌ترین آثار در زمینهٔ تئوری موسیقی ایرانی-اسلامی می‌دانند، و رسالهٔ شرفیه که بالغ بر ۳۰ سال بعد نگاشته شده و علی‌رغم محتوای مفصل‌ترش، کمتر از الأدوار مورد توجه بوده‌است. وی همچنین به تعلیم شاگردانی چند در زمینهٔ خوشنویسی و موسیقی پرداخت و چند رسالهٔ دیگر نیز نگارش کرد.

## زمینهٔ تاریخی
دوران زندگی صفی‌الدین را می‌توان به دو بخش تقسیم کرد: پیش از حمله مغول به ایران و پس از آن.
دورهٔ اول مصادف است با خلافت عباسیان. ناصر (حکومت ۵۷۵ تا ۶۲۲ قمری) توانسته بود با کمک خوارزمشاهیان سلطنت سلجوقیان را براندازد. وی که به دنبال تکرار دورهٔ طلایی خلافت عباسی بود، به علوم و هنرها توجه نشان داد و این امر توسط خلیفهٔ بعدی (مستنصر، حکومت ۶۲۳ تا ۶۴۰ قمری) ادامه یافت. مستنصر مدرسه‌ای به نام مستنصریه در بغداد بنیان نهاد و در کتابخانه‌اش بیش از هشتاد هزار کتاب گردآورد. مستعصم آخرین خلیفهٔ عباسی بود (حکومت از ۶۴۹ تا ۶۵۶ قمری) و خلافت او با حملهٔ هلاکو به بغداد و فتح آن در سال ۶۵۶ قمری به پایان رسید. صفی‌الدین از این حمله جان به در برد و به کمک هنرش توانست که در دربار مغولان نیز صاحب جایگاه بشود. در این دوره، نقش خاندان جوینی و رابطهٔ صفی‌الدین با این خاندان نیز حائز اهمیت بود. بهاءالدین جوینی که در دربار مغولان صاحب منصب بود توانست پسرش عطاملک جوینی را نیز به سمت دبیری دربار امیر ارغون وارد کند. بعداً سمت عطاملک به برادرش شمس‌الدین محمد جوینی واگذار شد. شمس‌الدین محمد در زمان حملهٔ هلاکو به بغداد با او همراه بود و بعداً وظیفهٔ تعلیم و تربیت فرزندان خودش (بهاءالدین محمد درگذشتهٔ حدود ۶۷۸ قمری، و شرف‌الدین هارون کشته‌شده در ۶۸۵ قمری) را بر عهدهٔ صفی‌الدین نهاد.

## زندگی
صفی‌الدین در ۶۱۳ هجری قمری در ارومیه به دنیا آمد. از پیشینهٔ خانوادگی او اطلاعات دقیقی در دسترس نیست اگر چه قطب‌الدین شیرازی از او با لفظ «افضلِ ایران» یاد کرده که می‌تواند به ایرانی بودن تبار او اشاره داشته باشد. برخی مورخان نام پدرش را یوسف و نام جدش را فاخر نگاشته‌اند. از آنجا که زادگان و اصلیت وی مورد اختلاف بوده، مورخان مختلف با نام‌های دیگری همچون «الارموی الآذربایجانی»، «الخویی الارموی البغدادی»، «الجوینی الارموی» و «البغدادی» نیز از او یاد کرده‌اند. سال تولد ارموی نیز در منابع گوناگون مورد اختلاف است اما از آنجا که ابن فوطی (درگذشتهٔ ۷۲۳ ه‍.ق) در کتاب الحوادث الجامعه سن صفی‌الدین را در زمان فوت وی (سال ۶۹۳ ه‍.ق) حدود هشتاد سال گزارش کرده‌است، سال تولد وی می‌بایست بین ۶۰۸ تا ۶۱۸ قمری باشد.

### پیش از حمله مغول
در ابتدای سدهٔ هفتم هجری، مهاجرت به بغداد (که از دورهٔ امویان آغاز شده بود) کماکان تداوم داشت و گفته شده که پدر صفی‌الدین نیز در همین دوره به بغداد مهاجرت کرد. در بغداد صفی‌الدین ابتدا فقه شافعی را فراگرفت و سپس به مدرسهٔ مستنصریه رفت و در آنجا علوم مختلف و هنر خوشنویسی را آموخت. وی در زمینهٔ خوشنویسی و انشا از سرآمدان روزگار خود شد. به گفتهٔ خودش در همین دوران موسیقی و نواختن عود را هم فراگرفت اما علی‌رغم چیره‌دستی در این هنر، بیشتر شهرتش در آن زمان از خوشنویسی حاصل شد. یکی از برادرزادگان ابواسحاق اینجو به نام شجاع چنین نقل کرده که در دورهٔ کودکی، صفی‌الدین را در دربار مستعصم به فراگیری خط و یاقوت مستعصمی را به فراگیری موسیقی گذاشته بودند، اما بعد از مدتی که پیشرفت آن‌ها در این هنرها متوقف شد تصمیم بر آن شد که بالعکس، صفی‌الدین به فراگیری موسیقی بپردازد و یاقوت به فراگیری خوشنویسی، و هر یک از آن‌ها در آن هنر سرآمد همگان شدند. اما از اسناد دیگر چنین بر می‌آید که یاقوت خود شاگرد صفی‌الدین بوده و از او خوشنویسی یادمی‌گرفته‌است و در نتیجه در این روایت شجاع تردید وارد است.
پس از روی کار آمدن مستعصم، صفی‌الدین به دربار راه یافت و در امور مختلف اعم از امور دیوانی، کتابت و کتاب‌داری، و نیز در مقام خطاط و سرپرست تشکیلات موسیقی به کار گرفته شد. در این زمان خلیفهٔ عباسی سالانه پنج هزار دینار (معادل ۶۰٬۰۰۰ درهم آن زمان) برای او مقرری تعیین کرده بود. صفی‌الدین مصحفی برای مستعصم نگارش کرد که به سبب آن در زمرهٔ ملازمین آن خلیفه درآمد. در روایات آمده که در ابتدای اشتغال ارموی در دربار، مستعصم به این که وی عود می‌نوازد آگاه نبود و بعداً به واسطهٔ زن خواننده‌ای در بغداد به نام لحاظ (که آهنگی از ساخته‌های صفی‌الدین را برای مستعصم اجرا کرد) مستعصم به تسلط ارموی بر موسیقی آگاه شد. بر اساس همین روایات، ارموی فردی خوشگذران توصیف شده که مهمانی‌هایی پر از اسراف می‌گرفت و برخلاف صدرالدین علی (دیگر کتابدار دربار) که سعی می‌کرد در زمان حضور مستعصم در کتابخانه، دستمالی پر از عرایض مردم را به خلیفه بدهد تا او ناچار به پاسخگویی به آن‌ها باشد، ارموی اسباب بزم و طرب خلیفه را فراهم می‌کرد و از همین رو توجه خلیفه به وی بیشتر شد چنان‌که در اواخر دورهٔ خلافتش دستور تأسیس کتابخانه‌ای تازه در دربار را داد که کتاب‌های گرانبهایی به آن منتقل شدند و ارموی را کلیددار آن کتابخانه کرد. در این کتابخانه، ارموی اتاقی کوچک برای کتابت تهیه کرده بود که در آن وقت می‌گذراند.
روزگار خلافت مستعصم برای ارموی دوران خوشی و کامرانی بود. از مهم‌ترین دستاوردهای این دوره از زندگی صفی‌الدین، نگارش رسالهٔ الأدوار است (قدیمی‌ترین نسخهٔ به دست آمده از این اثر در سال ۶۳۳ قمری نگاشته شده‌است).

### پس از حمله مغول
در پی حملهٔ هلاکو به بغداد و فتح آن در سال ۶۵۶ قمری، عدهٔ کثیری (از جمله خلیفه) به قتل رسیدند و اکثر مدارس و کتابخانه‌ها ویران گشت. اما صفی‌الدین در این میان با توسل به هنرش توانست خود و خانواده‌اش را از تعرض مصون نگاه دارد چنان‌که هلاکو مقرری وی را به ده هزار دینار در سال افزایش داد. غیاث‌الدین خواندمیر دربارهٔ پیوستن صفی‌الدین به دربار هلاکو نوشته‌است که وی توانست پنهانی خود را از قتل و غارت بغداد دور کند و به درگاه هلاکو برساند و در آنجا ایستاده مشغول نواختن عود شد و بعد از چند ساعت یکی از مغولان خبر ساز نواختن وی را برای هلاکوخان رساند و خان که از هنر ارموی خوشش آمده بود او را به منصبی گماشت و برایش مقرری تعیین کرد. اما روایت دیگری از این داستان را حسن اربلی از زبان خود ارموی نقل کرده و بعدها ابن فضل‌الله عمری آن را در کتاب مسالک الأبصار نقل کرده‌است به این شرح که در زمان حملهٔ مغولان به بغداد، یکی از امیران مغول که به محلهٔ زندگی ارموی حمله کرده بود وی را تهدید به سوزاندن خانه‌اش کرده و مجبور می‌کند که خود را تسلیم کند. ارموی که در این زمان دارای اموال بسیار بوده و پنجاه کنیز آوازه‌خوان (رامشگر) داشته، این امیر و سی نفر سربازی که همراهش بودند را تطمیع می‌کند و شراب می‌دهد و بعد رامشگران یک به یک برای آن‌ها موسیقی اجرا می‌کنند و اسباب خوشی مغولان را فراهم می‌کند. ارموی امیر مغول را با وعدهٔ مهمانی‌های مجلل‌تر در روزهای بعد از خانه روانه می‌کند و سپس با کمک متمولان محله، پول و جواهرات و اسب و دیگر چیزهای ارزشمند فراهم می‌کند که فردا پیشکش آن امیر کنند. اما فردا صبح امیر به دنبال وی می‌رود و می‌گوید که هلاکو از خبر پیشکش‌های ارموی به امیر خوشش آمده و ارموی را به نزد خود خواسته‌است. ارموی به همراه امیر به نزد هلاکو می‌رود و در نزد وی زانو زده زمین را می‌بوسد و ثنای هلاکو را می‌گوید و سپس به دعوت وی برایش ساز می‌زند و زنی خواننده به نام ضیاء هم همزمان شروع به آواز خواندن می‌کند و هلاکو به خواب می‌رود. زمانی که هلاکو بیدار می‌شود به ارموی پیشنهاد می‌کند چیزی از او بخواهد؛ ارموی تنها تقاضای مالکیت یک باغ (به نام سمیکه) را می‌کند و این قناعت وی نیز بر هلاکو خوش می‌آید و در این زمان است که هلاکو سپاهش را موظف به حمایت از ارموی و منزل و دارایی‌هایش می‌کند.
صفی‌الدین در این دوره به آموزش بهاءالدین محمد جوینی و برادرش شرف‌الدین هارون جوینی مشغول بود. ارتباط وی با خاندان جوینی کمک کرد تا صفی‌الدین به ریاست دیوان انشا در بغداد برسد. در سال ۶۶۰ قمری وی به همراه بهاءالدین محمد به اصفهان رفت. در همین دوره صفی‌الدین دو ساز ابداع کرد که یکی «مُغنی» و دیگری «نَزهه» نام داشت؛ نزهه توسط نویسندگان آن زمان به عنوان سازی بسیار خوش‌آهنگ توصیف شده‌است. صفی‌الدین همچنین تولیت موقوفات در بغداد را به عهده داشت تا سال ۶۶۵ قمری که این منصب به خواجه نصیرالدین طوسی واگذار شد. مهم‌ترین اثر صفی‌الدین در دورهٔ دوم زندگی‌اش نوشتن رسالهٔ شرفیه است که آن را حدود سال ۶۷۴ قمری نگاشته‌است. این رساله اگر چه مفصل‌تر از رسالهٔ الأدوار است اما به اندازهٔ آن شهرت نیافته‌است.
در سال ۶۸۳ قمری ارغون‌خان به حکومت بغداد رسید. او که پیشتر با آزار و اذیت عطاملک جوینی باعث مرگ وی شده بود، با رسیدن به حکومت دستور قتل پسران و بستگان وی را نیز صادر کرد. در این زمان شوکت خاندان جوینی رو به زوال نهاد و صفی‌الدین نیز بزرگترین حامی خود را از دست داد و به فقر دچار شد. خود ارموی نیز در سال‌های پایانی عمرش در تبریز برای اربلی نقل کرده که پس از مرگ عطاملک جوینی و کشته شدن برادرش شمس‌الدین محمد جوینی، زندگی او به دشواری رفته چرا که به دلیل کهنسالی از کسب درآمد مکفی برای خرج فرزندان متعددش و بازپرداخت دیوناتش برنمی‌آمده‌است. در سال‌های آخر عمر، ارموی به خاطر ناتوانی در بازپرداخت بدهی‌اش به یکی از طلبکارانش (فردی به انم مجدالدین که غلام شخصی به اسم ابن صباغ بود) به زندان افتاد و در ۱۸ صفر ۶۹۳ ه‍.ق در هشتادسالگی در زندان قاضی درگذشت. تاریخ درگذشت او در برخی منابع ۲۸ صفر ۶۹۳ ه‍.ق معادل ۲۸ ژانویه ۱۲۹۴ م. و در برخی منابع ۲۰ صفر آن سال ذکر شده‌است.
نام دو پسر صفی‌الدین در منابع مختلف نقل شده‌است: جلال‌الدین محمد که از ادبای عصر بود و عزالدین علی (درگذشتهٔ ۷۰۱ قمری) که مانند پدرش به کتابت اشتغال داشت. نویباور در دانشنامه اسلام، از پسر دیگری به نام کمال‌الدین احمد نیز نام می‌برد که او نیز گویا به کتابت اشتغال داشته‌است.

## فعالیت‌ها و تأثیرات
ارموی از جهات مختلف تأثیرات ماندگاری بر هنر موسیقی و خوشنویسی ایران گذاشت؛ نخست شاگردانی که در خط و موسیقی ترتیب کرد و برخی از آن‌ها سرآمد این هنرها شدند، دوم رساله‌های مهمی که در زمینهٔ موسیقی نوشت، سوم سازهایی که با دخل و تصرف در سازهای قدیمی ابداع کرد، چهارم نظریاتی که در زمینهٔ تئوری موسیقی ابداع کرد یا بر نظرات قدما افزود و دست آخر استفاده از روشی نظام‌مند برای ثبت و ضبط موسیقی به شکل مکتوب.

### مکتب منتظمیه
نیمهٔ دوم سدهٔ ۱۳ میلادی توسط برخی از محققان، «مهم‌ترین دوره در تاریخ موسیقی ایرانی و عربی» نام گرفته‌است. صفی‌الدین که در این زمان در بغداد می‌زیست سبکی از توصیف نظری موسیقی را ارائه کرد که بعدها به «مکتب منتظمیه» معروف شد. مکتب منتظمیه نامی است که به گروهی از نظریه‌پردازان موسیقی این دوره داده می‌شود؛ عبدالقادر مراغی و قطب‌الدین شیرازی از دیگر نظریه‌پردازان این مکتب بوده‌اند. اصطلاح مکتب منتظمیه در منابع کهن شرقی (عربی، ترکی یا فارسی) دیده نمی‌شود بلکه ترجمه‌ای است بر عبارت Systematist School که توسط محققان غربی برای نامیدن این مکتب به کار می‌رفته‌است.
مکتب منتظمیه تعریفی از یک گام موسیقی مبتنی بر نظام کوک خالص ارائه کرد که تمام فواصل موسیقایی رایج در موسیقی جهان اسلام را در خود داشت و «خالص‌ترین گام در زمان خودش بود». مهم‌ترین خصوصیت مکتب منتظمیه که آن را از نظریه‌های پیش از آن متمایز می‌کند آن است که در آن هر اکتاو به هفده فاصله شده‌است. این مکتب همچنین فواصل موسیقایی را از طریق نظریهٔ ادوار (رویکردی نظری به موسیقی که در آن گام‌های موسیقی به صورت دوایری شرح داده می‌شدند و فواصل هر یک از درجات یا «ابعاد» آن‌ها به روش ریاضی محاسبه و شرح داده می‌شد) توصیف کرد. سایر ویژگی‌های مکتب منتظمیه عبارتند از: توجه به مفهوم «ایقاع» (ریتم) که در سنت پیشین مورد توجه نبود، توجه به ویژگی‌های آکوستیک ساز (در چارچوب ابعاد و ادوار) و ابداع مفاهیم و واژگانی نوین (نظیر «دور»، «شد» و «مقام») یا ارائهٔ تعریف جدیدی از واژگان موجود (نظیر «شعبه») برای توصیف نظری موسیقی. در این مکتب، هر گام موسیقی شامل ۱۷ پرده بود که فواصل آن در اصل با روشی که در موسیقی یونانی ریشه داشت (و توسط فیثاغورث تعریف شده بود) محاسبه می‌شدند جز آن که فواصل دیگری (که در محاسبات فیثاغورث نبود و مختص موسیقی اسلامی-ایرانی است) نیز در این روش محاسبه و تعدیل می‌شدند.

### شاگردان
صفی‌الدین در بغداد شاگردانی در خوشنویسی و موسیقی تربیت کرد. برخی از شاگردان وی در دورهٔ خلافت عباسی عبارتند از: شمس‌الدین احمد بن یحیی سهروردی (درگذشتهٔ ۷۴۱ قمری) که شاگرد یاقوت مستعصمی نیز بود، علی ستایی (سه‌تایی) که نوازندهٔ نوعی سه‌تار بود، حسن زامر که نی می‌نواخت، زیتون که مشخص نیست در چه زمینه‌ای تخصص داشت، و لُحاظ که زنی خواننده بود. خود یاقوت مستعصمی نیز در خوشنویسی شاگرد صفی‌الدین بود. شاگردان وی در دورهٔ حکومت هلاکو نیز عبارت بودند از بهاءالدین محمد جوینی، شرف‌الدین هارون جوینی و حسام‌الدین قتلغ بوغا. جمال‌الدین واسطی (زادهٔ ۶۶۱ قمری) و نظام‌الدین بن حاکم (درگذشتهٔ حدود ۷۶۰ قمری) نیز از شاگردان صفی‌الدین برشمرده شده‌اند. این دو، در گسترش نظریات صفی‌الدین به ایران، عراق، سوریه و مصر نقش داشتند.

### سازها
چنان‌که پیشتر ذکر شد، ارموی دو ساز به نام‌های مغنی و نزهه ابداع کرد.
نزهه در حقیقت حاصل ترکیب سازهای چنگ و قانون بود. تنهٔ آن به شکل مربع مستطیل، از چوب بید سرخ ساخته می‌شد و دو خرک و ۸۱ تار داشت که در دسته‌های سه‌تایی با هم کوک می‌شدند. نام این ساز در رساله‌های درة التاج لغرة الدباج و نفائس الفنون فی عرائس العیون نیز آمده‌است. (در کنزالتحف تعداد سیم‌های این ساز ۱۰۸ ذکر شده‌است.)
مغنی در حقیقت ترکیبی بود از سازهای قانون، رباب و نزهه. در کتاب کنز التحف آمده که ارموی این ساز را در بازگشت از سفری به اصفهان ابداع کرد. تا پیش از زمان او، ساز رباب ساز مخصوص مردم اصفهان و فارس بود و قانون نیز در عراق متداول بود. مغنی از چوب درخت زردآلو ساخته می‌شد، کاسه‌اش از رباب بزرگتر و پهن‌تر بود و دسته‌اش شکل مثلث داشت. درازا و پهنای کاسه در حدود یک وجب و نیم و عمق آن در حدود چهار انگشت بود. درون کاسهٔ ساز را با مخلوطی از سریش و خردهٔ شیشه پر می‌کردند و روی آن پردهٔ نازکی می‌کشیدند. این ساز ۳۳ تار داشت.

## آثار

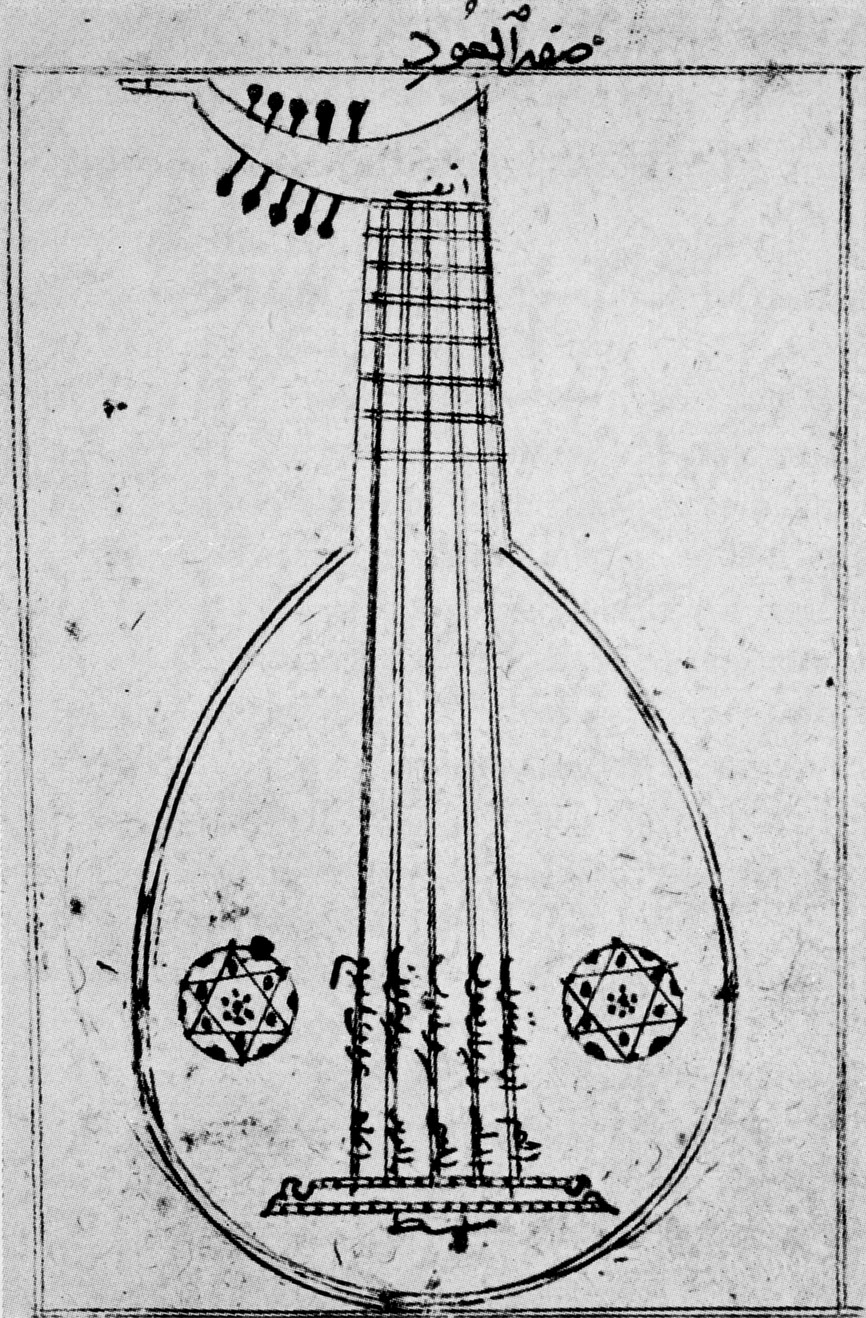
نقاشی از ساز عود توسط صفی‌الدین ارموی در رسالهٔ الأدوار

از ارموی چند رساله به جای مانده‌است و اطلاعاتی نیز راجع به چند قطعهٔ موسیقی از ساخته‌های او در دسترس است.

### الأدوار فی الموسیقی
یکی از آثار سرشناس صفی‌الدین، الأدوار فی الموسیقی است که با نام کوتاه‌شدهٔ الأدوار نیز شناخته می‌شود. در این کتاب صفی‌الدین به بررسی موسیقی ایران از نظر تئوری موسیقی پرداخته و خصوصیاتی از قبیل پرده‌ها و نغمات را در چارچوب نظریهٔ ادوار شرح داده‌است. وی همچنین نحوهٔ کوک‌کردن سازهایی مثل بربط را تشریح کرده‌است. بعد از نوشته‌های ابن سینا در مورد موسیقی در کتاب شفا، الأدوار قدیمی‌ترین کتاب موجود دربارهٔ نظریهٔ علمی موسیقی ایرانی است. این رساله همچنین سندی است بر به کار گرفتن سیم پنجم در ساز عود در زمان ارموی که در زمان ابن سینا رایج نبود. دیگر جنبه‌های نوین رسالهٔ الأدوار عبارتند از استفاده از الفبای ابجد برای توصیف دقیق فواصل هفده‌گانه در گام موسیقی ایرانی-اسلامی، توضیح دقیق دوازده مقام موسیقی و توصیف دقیق وزن در موسیقی رایج آن زمان.
این رساله در ۱۵ فصل نگارش شده و بسیار موجز است. عبدالقادر مراغی در آثارش به «شارحان ادوار» اشاره می‌کند که نشان می‌دهد این اثر بلافاصله پس از نگارشش مورد توجه بسیار بوده و توسط موسیقی‌دانان بعدی مورد شرح و توضیح بوده‌است. از جمله ترجمه‌ها و شرح‌های قدیمی که به فارسی بر این اثر نوشته شده می‌توان به شرح شهاب‌الدین صیرفی، ترجمه و شرح و تفسیر ابواسحاق اینجو، شرح نصرالله قاینی، شرح عبدالقادر مراغه‌ای به فارسی (به نام «زبدة الأدوار») که بعداً در تکمیل مطالب آن کتابی به نام «زواید الفواید» نیز نگاشت، شرح لطف‌الله سمرقندی و ترجمهٔ فارسی توسط شخصی به نام محمد اسماعیل اهل اصفهان که به دستور میرزا آقاخان نوری انجام شده اشاره کرد.

### الرساله الشرفیه

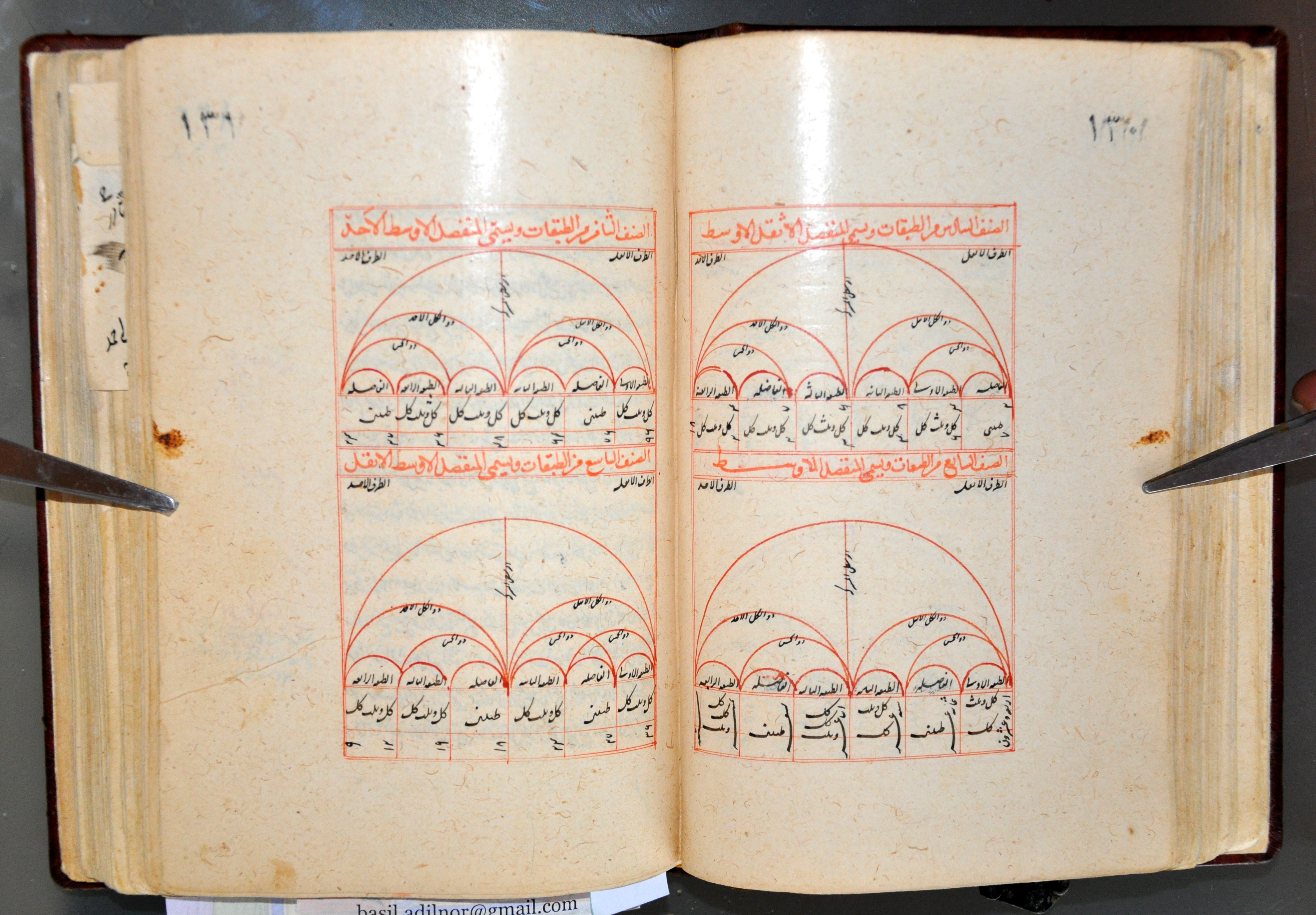
صفحه‌ای از رسالهٔ شرفیه صفی‌الدین ارموی

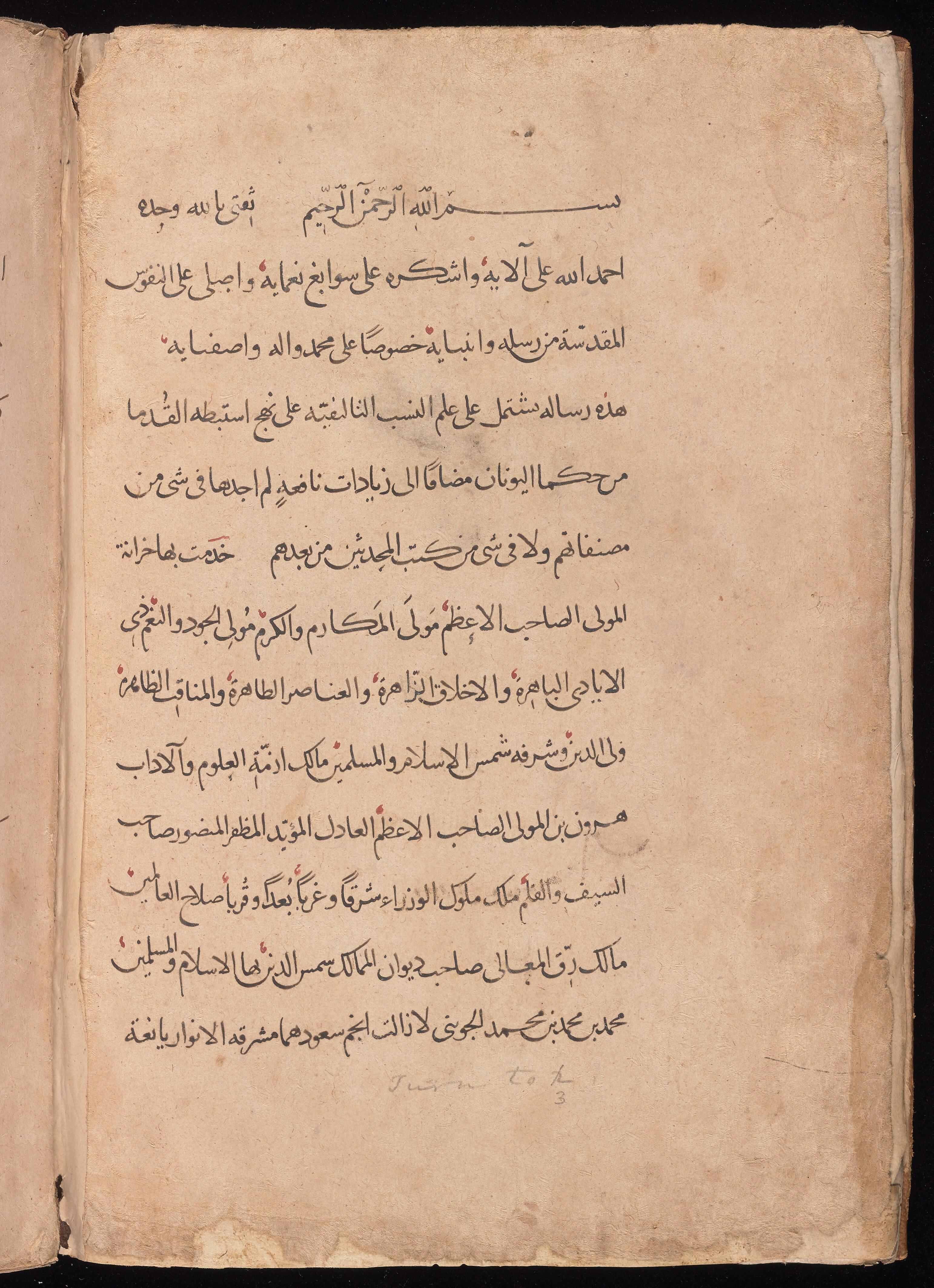
صفحهٔ اول نسخهٔ خطی موجود از رسالهٔ شرفیه در کتابخانه دانشگاه ییل. تاریخ کتابت این نسخه ۶۶۶ ه‍.ق است و احتمالاً دست کم بخشی از آن توسط خود ارموی کتابت شده‌است.

دومین کتاب مشهور صفی‌الدین، رسالهٔ شرفیه است. او این کتاب را حدود سال ۶۶۵ قمری (معادل ۱۲۶۷ میلادی) نوشت و به شاگردش شرف‌الدین هارون جوینی اهدا کرد. صفی‌الدین از طریق خاندان جوینی با نصیرالدین طوسی آشنایی داشت و احتمال می‌رود که طوسی علاقهٔ او را به علوم یونانی برانگیخته باشد؛ چنان‌که در الأدوار صفی‌الدین تحت تأثیر علم موسیقی یونانی نبود، اما در رسالهٔ شرفیه این تأثیر وجود دارد. این احتمال هم وجود دارد که صفی‌الدین کتاب دومش را تحت تأثیر آثار فارابی (به خصوص موسیقی کبیر) نوشته باشد.
رسالهٔ شرفیه از الأدوار مفصل‌تر و متشکل از پنج مقاله است. از جمله کسانی که این رساله را ترجمه کرده یا شرح داده‌اند می‌توان به کارا دو وو اشاره کرد که این رساله را به‌طور خلاصه به زبان فرانسوی ترجمه کرد. همچنین رودولف درلانژه که در سال ۱۹۳۷ ترجمهٔ کاملی از آن را به فرانسوی به چاپ رساند و قطب‌الدین شیرازی رسالهٔ درة التاج لغرة الدباج را عملاً در شرح رسالهٔ شرفیه نگاشته‌است. یکی از ویژگی‌های رسالهٔ شرفیه استفادهٔ همزمان از «افاعیل» و «اتانین» برای ساختار ضرب‌آهنگ قطعات موسیقی است. در آثار پیش از آن، نظیر آثار فارابی، فقط از اتانین برای توصیف ضرب موسیقی استفاده و از افاعیل تنها برای عروض (وزن شعر) استفاده می‌شد.

### سایر آثار مکتوب
سایر رساله‌های ارموی که در منابع مختلف ذکر شده‌اند عبارتند از:
- کتاب الکافی من الشافی فی علوم العروض و القوافی؛
- رسالة ایقاع (رسالهٔ ریتم یا وزن) که به فارسی نوشته شده بود؛
- فائدة فی العلم الموسیقی.

برخی مورد اول را دو کتاب مجزا دانسته‌اند؛ یکی با نام الکافی من الشافی (که نسخه‌ای از آن در کتابخانهٔ عمومی دمشق است) و دیگری با نام العروض و القوافی و البدیع که هنری جورج فارمر به وجود نسخه‌ای از آن در کتابخانه بادلین اشاره کرده‌است. همچنین بنا بر یک روایت، شکرالله احمد اوغلی رسالهٔ ایقاع ارموی را که به زبان فارسی نوشته بود، بعداً، در اوایل قرن نهم قمری به زبان ترکی ترجمه کرد و در یکی از کتاب‌های خودش به صورت یک فصل مجزا قرار داد. اما رئوف یکتا بی این فصل کتاب را حاصل تحقیقات خود احمد اوغلی دانسته‌است و محمدتقی دانش‌پژوه نیز آن را متأثر از رسالهٔ بهجت الروح (که احتمالاً در حدود دوران صفویه نگارش شده) می‌داند.
از رسالهٔ فائدة فی العلم الموسیقی نسخه‌ای در کتابخانهٔ اهمالیگه هرزوگلیکه  در شهر گوتای آلمان به شمارهٔ ۱۳۵۰ وجود دارد.
به جز این رساله‌ها، محمدتقی دانش‌پژوه چند رسالهٔ دیگر هم به ارموی منصوب کرده که البته مورد اتفاق نظر اکثر محققان نیست: دائرة البحور و الألحان (الأوزان)، شرح دائرة الأصل الأول (الرسات) و المیزان فی علم الأدوار و الأوزان.

### آثار موسیقی
آثار موسیقیِ بر جا مانده از صفی‌الدین به سه دسته تقسیم می‌شوند: صوت، قول و نوبه. صوت‌ها (که دو نمونهٔ از آن‌ها در پایان رسالهٔ الأدوار آمده‌است) قطعه‌هایی کوتاهند. قول‌ها، قطعات مفصل‌تری‌اند. قطب‌الدین شیرازی در درة التاج یک نمونه از قول‌های منسوب به صفی‌الدین را آورده‌است. هر قول شامل چند بخش به نام «نوبه» می‌شود. اجرای نوبه در زمان صفی‌الدین بسیار طرفدار داشته‌است. بنا به یک روایت، صفی‌الدین بیش از ۱۳۰ نوبه ساخته بود که برخی از این نوبه‌ها را بعداً کُتَیله (موسیقی‌دان معروف حوالی ۷۳۰ قمری) در ماردین و قاهره اجرا کرد.
متن ترانهٔ برخی از آثار موسیقی صفی‌الدین توسط ابن فضل‌الله عمری نقل شده‌اند و به مقامی که هر قطعه در آن اجرا می‌شده نیز اشاره شده‌است.

## نقد
اگر چه صفی‌الدین در دوره‌ای می‌زیست که زبان فارسی در حال گسترش بود (چنان‌که ادبای پیش از او و هم دورهٔ او نظیر امام محمد غزالی، مولوی و سعدی آثار شاخصی به فارسی نگاشته بودند) اما از آنجا که وی بیشتر عمرش را در بغداد گذراند آثارش را نیز به زبان عربی نگاشت. اهمیت این آثار و تأثیری که ارموی بر موسیقی داشته چنان است که وی را در کنار فارابی و عبدالقادر مراغه‌ای به عنوان یکی از سه موسیقی‌دان بزرگ ایران و عالم اسلام دانسته‌اند. قطب‌الدین شیرازی که در رسالهٔ درة التاج لغرة الدباج از ارموی با احترام کامل یاد کرده‌است نظریات او را برتر از نظریات پیشینیانش همچون فارابی دانسته‌است. عبدالقادر مراغه‌ای نیز از ارموی با احترام بسیار یاد کرده و حتی آنجا که نظریات ارموی را اشتباه دانسته، کماکان به استادی ارموی اشاره کرده‌است. رافائل کیزوتر نیز اهمیت آثار ارموی را چنان دانسته که به وی لقب «زارلینوی خاور» داده‌است (اشاره به نام جوزفو زارلینو، نظریه‌پرداز موسیقی و آهنگ‌ساز اهل جمهوری ونیز در دورهٔ رنسانس).
رساله‌های صفی‌الدین در علم موسیقی مورد احترام و تقلید هنرمندان ایرانی و سایر ممالک اسلامی بوده‌است، چنان‌که ابن صیقل (ادیب و لغت‌شناس مشهور، درگذشتهٔ ۷۰۱ ه‍.ق) از او با القابی همچون «الصدر الکبیر»، «عالم فاضل» و «علامه» یاد کرده‌است. بیشتر مؤلفان بر این باورند که رساله‌های شرفیه و الأدوار صفی‌الدین منجر به بروز انقلابی بزرگ در موسیقی در سراسر عالم شده‌است تا جایی که ژوزف یکتابیک موسیقی‌شناس نامی ترک در دائرةالمعارف لاوینیاک دربارهٔ صفی الدین ارموی چنین می‌نویسد: «بالاخره موسیقی‌شناس ترک، صفی‌الدین ارموی نام داشته و به روزگار خلافت مستعصم خلیفه عباسی در نیمه دوم قرن هفتم می‌زیسته و توانست دوره ثابت و لاتغییر سابق را به پایان آورد.»
به عقیدهٔ نویباور، نقش ارموی در تألیف الأدوار جای نقد دارد. از آنجا که صفی‌الدین در زمان نگاشتن این رساله تنها حدود ۲۰ سال سن داشته و با توجه به ماهیت این رساله که بیشتر توصیفی است و در آن به نظریات شخصی مؤلف اشاره نشده‌است، مشخص نیست که چقدر از این رساله زاییدهٔ نظریه‌پردازی خود صفی‌الدین است. آنچه مشخص است آن است که صفی‌الدین در زمان نگارش این رساله در کتابخانهٔ مستعصم عباسی صاحب منصب بوده و به کتاب‌های بسیاری دسترسی داشته‌است.
بین نگارش الأدوار و رسالهٔ شرفیه حدود ۳۰ سال فاصله است و رسالهٔ شرفیه از بعضی جهات مبسوط‌تر از الأدوار است اما با این حال کمتر از آن مورد توجه بوده‌است. به عقیدهٔ برخی از نظریه‌پردازان معاصر از جمله تقی بینش و محسن محمدی، این رساله مهم‌ترین اثر ارموی است و شایسته‌است که ارموی بابت آن شناخته بشود تا بابت الأدوار. محتوای این دو رساله نیز از بعضی جهات (نحوهٔ تشریح ادوار یا موضوعات مربوط به اسباب ملایمت و تنافر) با هم متفاوت است که این تفاوت ناشی از آن دانسته می‌شود که رسالهٔ شرفیه ریشه در مکتب منتظمیه دارد و از آثار فارابی و ابن سینا ریشه می‌گیرد ولی رسالهٔ الأدوار اثری مستقل‌تر است و نظریه‌های نوآورانه‌ای دارد. همچنین، تعریفی که ارموی در این رساله از مفهوم نغمه (صوت) ارائه می‌کند نیز، در تناقض با تعریفی است که در الأدوار آمده‌است.

## بزرگداشت
بر اساس مصوبه شورای عالی فرهنگ عمومی، در گاه‌شمار ایران ۶ بهمن مصادف با مرگ ارموی، روز «آواها و نواهای ایرانی» نام گرفته‌است.

## یادداشت
1. ↑  این افزایش مقرری به نقل از خود صفی‌الدین است، در گفتگویی که با عزالدین اربیلی (تاریخ‌نگار درگذشتهٔ ۷۲۶ قمری) در سال ۶۸۹ قمری در تبریز داشت.[۱۶]
2. ↑  جای تعجب دارد که عبدالقادر مراغی که رساله‌ای مفصل در شرح الأدوار صفی‌الدین نوشته و در آن به ساز مغنی نیز اشارهٔ مبسوطی کرده، چیزی راجع به اختراع این ساز توسط صفی‌الدین ننوشته‌است.[۱۹]
3. ↑  نظریه الوقف
4. ↑  یا حسن زاهر[۳۶]
5. ↑  در منابع عربی نامش به صورت حسام الدین قطلغ بوغا نیز آمده‌است[۳۶]
6. ↑  Ehemalige Herzogliche
7. ↑  در متن منبع اسم به صورت Kutayla آمده‌است؛ نام کامل این خواننده کتیله بن قرانغان است.